# Saint-Illiers-le-Bois
Saint-Illiers-le-Bois è un comune francese di 456 abitanti situato nel dipartimento degli Yvelines nella regione dell'Île-de-France.

## Società

### Evoluzione demografica
Abitanti censiti